# Fiete Sykora
Fiete Sykora (ur. 16 września 1982 roku w Wismarze) – niemiecki napastnik lub ofensywny pomocnik grający w ETSV Weiche Flensburg.
Z Hansą Rostock II w sezonie 2004/2005 wywalczył mistrzostwo trzeciej ligi niemieckiej, lecz w tym samym sezonie z 1. Bundesligi do 2.Bundesligi spadł pierwszy zespół Hansy i rezerwy, mimo premiowanego awansem miejsca, wciąż musiały grać w trzeciej lidze, gdyż dwa zespoły tego samego klubu nie mogą występować razem w jednej lidze. W następnym sezonie, już w barwach nowego klubu (Carl Zeiss Jena) wreszcie awansował do 2. Bundesligi. W sezonie 2007/2008 Sykora grał w FC Erzgebirge Aue, a następnie został graczem VfL Osnabrück. Od 2009 roku  przez sześć lat grał w Holstein Kiel.